# Rifat Artikov
Rifat Artikov (né le 24 janvier 1983 dans la province de Tachkent) est un athlète ouzbek, spécialiste des épreuves combinées.

## Biographie
Son record au décathlon est de 7 975 points, réalisé en 2011 lors de la Coupe de l'Ouzbékistan à Tachkent, ce qui lui a donné la qualification pour les Jeux olympiques de Londres en 2012.

### Palmarès
| Date | Compétition                  | Lieu    | Résultat | Épreuve    | Performance |
| ---- | ---------------------------- | ------- | -------- | ---------- | ----------- |
| 2004 | Championnats d'Asie en salle | Téhéran | 3e       | Heptathlon | 5 299 pts   |
| 2009 | Championnats d'Asie          | Canton  | 6e       | Décathlon  | 6 678 pts   |